# Maloides cavernicola
Maloides cavernicola – gatunek pająka z rodziny sidliszowatych, jedyny z monotypowego rodzaju Maloides. Zamieszkuje Nową Zelandię.

## Taksonomia
Gatunek ten opisany został po raz pierwszy w 1973 roku przez Raymonda Roberta Forstera i Cecila Louisa Wiltona w czwartej części monografii poświęconej pająkom Nowej Zelandii. Opisu dokonano na podstawie pojedynczej samicy, odłowionej w 1960 roku. Jako miejsce typowe wskazano jaskinię United Creek Cave w regionie Nelson. Autorzy opisu umieścili go w nowym, monotypowym rodzaju Mala. Nazwa ta okazała się być jednak młodszym homonimem, w związku z czym w 1989 roku Forster i Wilton wprowadzili w publikacji autorstwa Normana I. Platnicka nową nazwę Maloides.

## Morfologia
Holotypowa samica ma karapaks długości 5,6 mm i szerokości 4 mm oraz opistosomę (odwłok) długości 5,1 mm i szerokości 3,1 mm. Karapaks jest jednolicie jasnożółty, gęsto porośnięty przylegającym owłosieniem, niski, z wierzchu spłaszczony. Część głowowa jest szeroka i wyraźnie odgraniczona od części tułowiowej. Ośmioro bardzo małych, uwstecznionych, niepigmentowanych oczu rozmieszczonych jest w dwóch silnie odgiętych rzędach, tworząc grupę zajmującą nieco ponad połowę szerokości części głowowej. Oczy par bocznych są wyraźnie oddalone od siebie. Oczy par środkowych rozmieszczone są na planie czworokąta ponad czterokrotnie dłuższego niż szerokiego. Krótkie, tęgie, ustawione pionowo szczękoczułki mają bruzdy z dwoma ząbkami i grubymi skopulami na krawędziach przednich oraz czterema ząbkami na krawędziach tylnych. Boczne panewki stawowe szczękoczułków są dobrze wykształcone. Blisko dziewięciokrotnie dłuższa niż szeroka warga dolna ma prosty brzeg przedni i wciętą podstawę. Równoległe szczęki mają grube skopule na krawędziach wewnętrzno-odsiebnych. Tarczowate sternum jest 7,6 raza dłuższe niż szerokie.
Odnóża są jednolicie jasnożółte, grubo obrośnięte orzęsionymi włoskami, pozbawione skopuli, przypazurkowych kępek włosków i organów tarsalnych. Kolce na odnóżach są bardzo liczne i występują nawet na spodzie stóp. Krętarze wszystkich par mają wcięcia. Liczne i bardzo długie trichobotria rozmieszczone są w dwóch szeregach na goleniach oraz jednym szeregu na nadstopiach i stopach. Stopy zwieńczone są trzema pazurkami, z których górne są mocno grzebieniaste, a dolne bezzębne. Nogogłaszczki samicy mają silne kolce, silnie grzebieniaste pazurki i pozbawione są organów tarsalnych.
Opistosoma ma kremowe zabarwienie. Małych rozmiarów stożeczek porastają szczecinki. Kądziołki przędne występują w liczbie trzech par. Przednie z nich są przysadziste i niemal stykają się ze sobą. Genitalia samicy cechuje epigynum z parą ząbków krawędziowych oraz para zbiorników nasiennych o kulistym kształcie.

## Występowanie i ekologia
Gatunek ten jest endemitem Nowej Zelandii, znanym tylko z United Creek Cave na Wyspie Południowej. Jest przystosowany do życia w jaskiniach, o czym świadczą uwstecznione oczy i długie trichobotria. Przypuszczalnie nie buduje sieci łownych, lecz aktywnie poluje na ofiary.